# Aguilar de Bureba
Aguilar de Bureba település Spanyolországban, Burgos tartományban. Aguilar de Bureba Briviesca, Salinillas de Bureba, Quintanabureba, Los Barrios de Bureba és Vileña községekkel határos. Lakosainak száma 50 fő (2024).

## Népesség
A település lakosságának változását az alábbi diagram mutatja:
| Lakosok száma | 86   | 75   | 64   | 70   | 63   | 69   | 64   | 58   | 52   | 50   |
|               | 2001 | 2004 | 2006 | 2009 | 2011 | 2014 | 2016 | 2019 | 2021 | 2024 |